# São Luís Gonzaga do Maranhão
São Luís Gonzaga do Maranhão é um município brasileiro do interior do estado do Maranhão, região nordeste do Brasil. É um município de importância histórica notável, o qual de suas terras emanaram os primórdios dos municípios de Pedreiras (Maranhão), Bacabal, Lago do Junco, Alto Alegre do Maranhão e Peritoró.

## Religião
A religião predominante em São Luís Gonzaga do Maranhão é o catolicismo. A cidade leva o nome de São Luís Gonzaga, um santo jesuíta do século XVI, padroeiro da cidade, dos jovens e dos estudantes. Sua festa litúrgica é comemorada dia 21 de junho. Na cidade de São Luís Gonzaga do Maranhão é feriado municipal no dia do padroeiro e ocorre o festejo em homenagem ao santo na igreja matriz em homenagem a São Luís Gonzaga.
Em segundo lugar aparecem as religiões evangélicas. A cidade conta com as igrejas Assembleia de Deus, Igreja Universal do Reino de Deus, Igreja Mundial do Poder de Deus, Congregação Cristã no Brasil, Igreja Adventista do Sétimo Dia, Igreja Batista dentre outras.

## História
Em meados da década de 1840 surgiram às margens do Rio Mearim duas povoações: “Paióis” e “Machado”, duas localidades a aproximadamente 15 km de distância. O povoado dos Paióis foi fundado em 1844 e, dez anos depois, foi levado à categoria de freguesia de São Luís Gonzaga do Alto Mearim. O povoado “Machado” cresceu rapidamente, e ali se aglomeravam muitas famílias vindas de todas as regiões, eram principalmente fugitivos da Revolta da Balaiada ocorrida entre os anos 1838 a 1841.  
Quatro anos após ser elevado à categoria de freguesia de São Luís Gonzaga do Alto Mearim, em 1858, "PAIÓIS" teve sua sede transferida para o povoado “MACHADO” e predomina com a denominação de “VILA” ou “VILA DE MACHADO”. Foi somente em 30 de dezembro de 1943, que a Vila de Machado ou “VILA”, como todos falavam, passou a categoria de cidade e com a denominação de “IPIXUNA”. 
Com a denominação de Ipixuna em 1943, a população se revoltou e não aceitou este nome, o alvoroço e a indignação correram em toda a região, principalmente quando começaram a gozação e preconceito com todos os moradores da antiga Vila de Machado. 
Após a denominação de Ipixuna, a cidade cresceu e prosperou, e muitos chegaram de todas as partes do país para aqui se instalar e construir família. E como as terras eram boas para cultivo de lavoura e criação de gado, grandes fazendas se destacaram na região na criação de bovinos, caprinos, suínos e produção agrícola, arroz, milho, feijão, mandioca e algodão, bem como a extração do coco babaçu. 
Com a vinda de toda essa gente, foram surgindo grandes fazendas e usinas, criando-se assim a fábrica de algodão “Aboud”. 
Na época, era comum que oligarquias dominassem o poder dos municípios. Em Ipixuna, não foi diferente, na cidade quem mandava eram as famílias Machado e Gomes.
Contudo, toda extensão de um lado do Rio Mearim era dominada politicamente pelo fazendeiro Gustavo Gomes. A outra extensão onde ficava a sede do município era dominada pelo fazendeiro Augusto Machado, que, além de possuir grandes fazendas, detém o poder político da cidade.
A cidade estava crescendo e se desenvolvendo, principalmente, na zona rural, pois as pessoas chegam à cidade à procura de trabalho e se instalam na zona rural do município para ficar morando. Com isso, a movimentação de suas embarcações subindo e descendo o rio era enorme, e movimentava a economia do município, pois produtos produzidos aqui eram transportados nas embarcações para as cidades vizinhas. As embarcações saíam do porto da empresa Aboud, carregadas de produtos como algodão, arroz, feijão, milho, e amêndoas do coco babaçu. 
Com o passar do tempo, Ipixuna acumulou vários mistérios e lendas, e uma delas é sobre toco preto que, de vez em quando, aparece para os navegantes e pescadores no meio do rio. Também tinha a lenda do lobisomem que percorre a cidade e o interior nas noites de quinta-feira, após a meia noite, o lobisomem deixa um rastro de destruição por onde passa, matando animais e pondo medo em toda a população. 
Existe também a lenda da ilha da pedra grande: consiste em uma pedra enorme tombada para dentro do rio, e quem a olha de longe tem impressão de que ela vai cair dentro do rio; ao seu redor o Rio Mearim forma uma ilha e diz a lenda que debaixo da pedra mora uma serpente que dorme o tempo todo, mas no dia em que ela acorda a pedra vai tombar e cair dentro do rio, e as água do Rio Mearim vão se agitar tanto que vai alagar todas as cidades rio abaixo.
Essas lendas fizeram a cidade crescer e prosperar, tendo como o comandante do poder político os coronéis da aristocracia rural. 
Porém, algo intrigava a cidade, todos queriam mudar o nome “Ipixuna”, nome pelo qual nenhum morador se identificava. Com isso, várias manifestações foram feitas, e com crescimento dessas, Ipixuna foi se transformando em São Luís Gonzaga. O fato é que o nome Ipixuna perdeu fôlego, e cada vez mais o velho nome São Luís Gonzaga ganhava adesão entre a população. 
Apesar do alvoroço do nome, ele foi crucial para o crescimento da cidade. Entretanto, o nome que deu Status à cidade não aguentou a pressão da população e no dia 14 de novembro de 1971, voltou a se chamar “São Luiz Gonzaga”. 
Neste período, ele se fragmenta em três outras regiões: Pedreiras, por lei separatista n*1453; Bacabal,1920, pela lei separatista n* 932; e Lago do Junco,1961, por lei separatista n* 2151.
Anos depois, três atribuição de nomes surgiram e espalharam por toda a São Luiz Gonzaga: “Terra dos Doutores”, “Terrinha” e “Terra do Cuxá".

## Igreja Matriz
Publicações originadas a partir da Diocese de Bacabal atestam que a Paróquia de São Luís Gonzaga, a mais antiga do Médio Mearim, foi fundada em 28.08.1844. O primeiro vigário a atuar nessa paróquia, conforme dados em arquivo da Biblioteca Nacional, teria sido o Frei Manuel Lourenço Ferreira, que veio para essa comunidade desde a fundação da freguesia de São Luís Gonzaga, tendo servido antes a freguesia do Coroatá. 
Com a morte deste religioso, ainda no exercício de seu sacerdócio, assumiu seu posto na paróquia gonzaguense o padre Manoel Ribeiro de Macedo Câmara e Mota, que acumulou o cargo de vereador da câmara municipal da vila, tendo sido o responsável pela construção da primeira igreja matriz de São Luís Gonzaga, no longínquo ano de 1967. Sobre a obra desta igreja, cuja subscrição para fazê-la, ocorreu de 1862 a 1864, apresenta o seguinte relato:
Em novembro de 1858, após a mudança da sede da vila para a localidade Machado, padre de nacionalidade portuguesa, Manoel Ribeiro de Macedo Câmara e Motta, da paróquia de São Luís Gonzaga, lugar onde acumulava esse ofício com o mandato de vereador, juntou-se com o também vereador e fazendeiro José Rosa Guilhon e apresentaram da Câmara da vila uma subscrição para a construção da Igreja Matriz de São Luís Gonzaga. O jornal “O Publicador Maranhense” deu essa nota no dia 13 de novembro de 1858. 
O padre Manoel Ribeiro de Macedo Câmara e Motta, que também era fazendeiro e proprietário da fazenda Monte Cristo, na referida vila, tinha vindo para esse termo, após ter servido na paróquia de Coroatá no final da década de 1840. José Rosa Guilhon, homem de grande destaque no meio político e social, sendo integrante de família ilustrada, era proprietário da fazenda São José, localizada na margem esquerda do rio Mearim, nas proximidades do lugar Patrocínio. 
Muitas pessoas da sociedade gonzaguense da época se sensibilizaram com a causa e contribuíram significativamente com o feito, que foi o primeiro marco de concreticidade da implantação da Igreja Matriz em São Luís Gonzaga. A subscrição percorreu o padre Manoel Lourenço Ferreira e concluída pelo padre Manoel Macedo Câmara e Motta. Ainda em 1849, o governo da província, em expediente do dia 18 de maio, pede ao cônego governador do Renço Ferreira, vigário encomendado da Freguesia de São Luís Gonzaga do Alto Mearim, em que pede paramentos e alfaias para aquela igreja.
Ressalte-se que o padre Manuel Lourenço, antes de serviço religioso na recém-criada Freguesia de Coroatá. Esse sacerdote, que era irmão do político Dr. José Sérgio Ferreira, respondeu processo eleitoral, sob a alegação de ter adulterado em sua residência, no ano de 1856, atas com a relação de eleitores da Freguesia de São Luís Gonzaga, relativa a zona eleitoral, para favorecer candidatos do grupo político a que pertencia. 
Os maiores colaboradores da obra sagrada foram o próprio padre Manoel Motta, que contribui com 150.000 réis; o coronel Isidoro Janssen Pereira contribuiu com 32.000 réis e mais o apoio logístico; o capitão Isidoro Janssen Pereira Junior, com 50.000 réis; o capitão Joaquim Pinto Saldanha, com 30.000 réis; Frederico dos Reis Albuquerque, com 30.000 réis; Lourenço Antônio da Silva, 50.000 réis; Francisco Rodrigues Solano Veloso, 83.000 réis; Manoel Correia Bayma do Lago, 50.000 réis.
O construtor da obra foi o operário Antônio Francisco Coelho. Ressalte-se que a referida obra foi inadvertidamente demolida na primeira gestão do prefeito Emanoel Carvalho (1982-1987), para dar lugar à construção do Moderno prédio da prefeitura Municipal da cidade.